# Teracotona mirabilis
Teracotona mirabilis là một loài bướm đêm thuộc phân họ Arctiinae, họ Erebidae.